# Aretes
Aretes (altgriechisch Ἀρέτης) war ein makedonischer Reiterkommandant Alexanders des Großen im 4. vorchristlichen Jahrhundert.
Von Waldemar Heckel wird Aretes mit einem in der Schlacht am Granikos 334 v. Chr. auftretenden Krieger namens „Aretis“ identifiziert, der dort im Kampf vergeblich versucht hatte, seine Lanze an Alexander weiterzureichen, nachdem dessen Lanze zerbrochen war. 
Sicher tritt Aretes allerdings in der Schlacht von Gaugamela 331 v. Chr. auf, wo er die Einheit der Lanzenreiter (sarissophoroi) auf dem rechten Flügel als Flankenschutz für die Hetairenreiterei kommandierte. Während des Kampfes wurden seine Abteilung und die der Paionier unter Ariston zur Unterstützung der schwer in Bedrängnis geratenen Söldnerkavallerie des Menidas abkommandiert. Aretes hatte das Kommando über die Lanzenreiter an einem unbekannten Zeitpunkt zuvor von Protomachos übernommen, der sie in der Schlacht bei Issos 333 v. Chr. angeführt hatte. Von ihm wird nach Gaugamela nichts mehr vermeldet.